# Borough de Fairbanks North Star
Le borough de Fairbanks North Star (Fairbanks North Star Borough en anglais) est un borough de l'État d'Alaska aux États-Unis.

## Villes et localités
- College
- Eielson Air Force Base
- Ester
- Fairbanks
- Fox
- Harding-Birch Lakes
- Moose Creek
- North Pole
- Pleasant Valley
- Salcha
- Two Rivers

## Cours d'eau
- Rivière Salcha

## Sites historiques
- Ester Camp Historic District, ancien camp de mineurs près d'Ester

## Démographie
| 1960   | 1970   | 1980   | 1990   | 2000   | 2010   |
| ------ | ------ | ------ | ------ | ------ | ------ |
| 43 412 | 45 864 | 53 983 | 77 720 | 82 840 | 97 581 |